# Symbiopsis nippia
Symbiopsis nippia är en fjärilsart som beskrevs av Dyar 1918. Symbiopsis nippia ingår i släktet Symbiopsis och familjen juvelvingar. Inga underarter finns listade i Catalogue of Life.